# Bogdan Jočić
Bogdan Jočić (serbisch-kyrillisch Богдан Јочић; * 11. Januar 2001 in Belgrad) ist ein serbischer Fußballspieler.

## Karriere

### Verein
Jočić begann seine Karriere beim FK Roter Stern Belgrad. Zur Saison 2019/20 wurde er an den Zweitligisten FK Grafičar Belgrad verliehen. Für Grafičar spielte er dreimal in der Prva Liga, ehe die Leihe schon im August 2019 wieder beendet wurde und er nach Italien zur U-19 von Hellas Verona wechselte. Im Januar 2020 stand er auch erstmals im Profikader von Hellas, kam aber nicht zum Einsatz.
Im September 2021 kehrte Jočić leihweise nach Serbien zurück und wechselte zum Erstligisten FK Metalac. Im selben Monat gab er sein Debüt in der SuperLiga. Bis zur Winterpause absolvierte er fünf Partien im serbischen Oberhaus. Die Leihe wurde anschließend vorzeitig beendet, Jočić wurde im Januar 2022 innerhalb Italiens an Drittligist FC Pro Vercelli weiterverliehen. Für diesen lief er viermal in der Serie C auf.
Im August 2022 verließ er Verona endgültig und kehrte nach Serbien zurück, wo er sich dem FK Voždovac anschloss. In der Saison 2022/23 absolvierte er 22 Partien in der SuperLiga. In der Saison 2023/24 kam er bis zur Winterpause 19 Mal zum Zug. Im Februar 2024 wechselte der Mittelfeldspieler nach Russland zu Rubin Kasan. Bis zum Ende der Spielzeit lief er sechsmal in der Premjer-Liga auf.

### Nationalmannschaft
Jočić nahm 2018 mit der serbischen U-17-Auswahl an der EM teil. Beim Turnier kam er zu zwei Einsätzen, Serbien schied punkt- und torlos in der Vorrunde aus.